# Чемпионат мира по настольному теннису 1969
Чемпионат мира по настольному теннису 1969 года проходил с 17 по 27 апреля в Мюнхене (Германия). В ходе чемпионата были разыграны семь комплектов медалей: в мужском и женском одиночных разрядах, в мужском и женском парных разрядах, в миксте и в мужском и женском командных разрядах.
В чемпионате приняли участие 368 спортсменов из 51 страны мира: 226 мужчин и 142 женщины, в том числе 5 мужчин и 5 женщин из СССР.

## Организация чемпионата

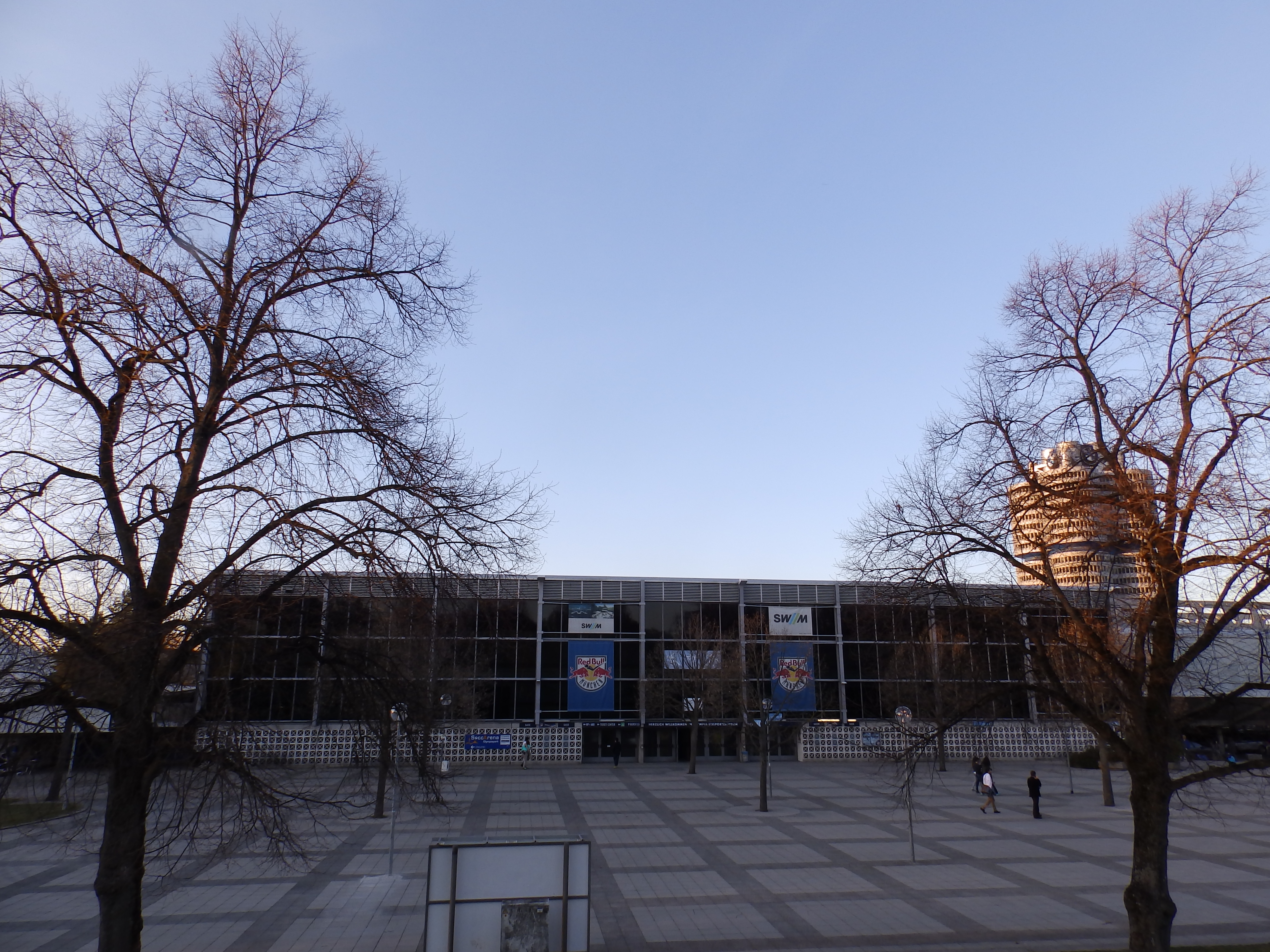
Спорткомплекс Olympia Eishalle в 2014 году

Чемпионат проводился в спортивном комплексе Olympia Eishalle, в зале для катания на коньках, что вызвало критику специалистов — по их мнению потоки холодного воздуха сказались на качестве игры. Так же затруднял игру пол почти белого цвета, на его фоне белый мяч был плохо различим, особенно это мешало защитникам.
Сборная команда Китая в значительной степени доминировавшая на нескольких предыдущих чемпионатах не приняла участие в чемпионате 1969 года по политическим мотивам.

## Результаты чемпионата

### Медалисты

#### Командные соревнования
| Разряд          | Золото                                                                                        | Серебро                                                            | Бронза                                                                                      |
| --------------- | --------------------------------------------------------------------------------------------- | ------------------------------------------------------------------ | ------------------------------------------------------------------------------------------- |
| Мужские команды | Япония · Нобухико Хасэгава · Тэцуо Иноуэ · Сигэо Ито · Кэндзи Касаи · Мицуру Коно             | ФРГ · Bernt Jansen · Wilfried Lieck · Martin Ness · Эберхард Шёлер | Югославия · Zlatko Cordas · Istvan Korpa · Антун Стипанчич · Драгутин Шурбек · Edvard Vecko |
| Женские команды | СССР · Лайма Амелина (Балайшите) · Рита Погосова · Зоя Руднова · Светлана Фёдорова (Гринберг) | Румыния · Мария Александру · Carmen Crisan · Eleonora Mihalca      | Япония · Саэко Хирота · Ясуко Конно · Тосико Кавада · Сатико Морисава                       |

#### Индивидуальные соревнования
| Разряд                   | Золото                                   | Серебро                           | Бронза                             |
| ------------------------ | ---------------------------------------- | --------------------------------- | ---------------------------------- |
| Мужской одиночный разряд | Сигэо Ито                                | Эберхард Шёлер                    | Кэндзи Касаи                       |
| Мужской одиночный разряд | Сигэо Ито                                | Эберхард Шёлер                    | Токио Тасака                       |
| Женский одиночный разряд | Тосико Кавада                            | Gabriele Geissler                 | Мария Александру                   |
| Женский одиночный разряд | Тосико Кавада                            | Gabriele Geissler                 | Михо Хамада                        |
| Мужские пары             | Ханс Альсер Челль Юханссон               | Нобухико Хасэгава Токио Тасака    | Сигэо Ито Мицуру Коно              |
| Мужские пары             | Ханс Альсер Челль Юханссон               | Нобухико Хасэгава Токио Тасака    | Анатолий Амелин Станислав Гомозков |
| Женские пары             | Зоя Руднова Светлана Фёдорова (Гринберг) | Мария Александру Eleonora Mihalca | Choi Hwan-Hwan Choi Jung-Sook      |
| Женские пары             | Зоя Руднова Светлана Фёдорова (Гринберг) | Мария Александру Eleonora Mihalca | Jitka Karlikova Ilona Vostova      |
| Смешанный разряд         | Нобухико Хасэгава Ясуко Конно            | Мицуру Коно Саэко Хирота          | Сигэо Ито Тосико Кавада            |
| Смешанный разряд         | Нобухико Хасэгава Ясуко Конно            | Мицуру Коно Саэко Хирота          | Denis Neale Mary Wright            |

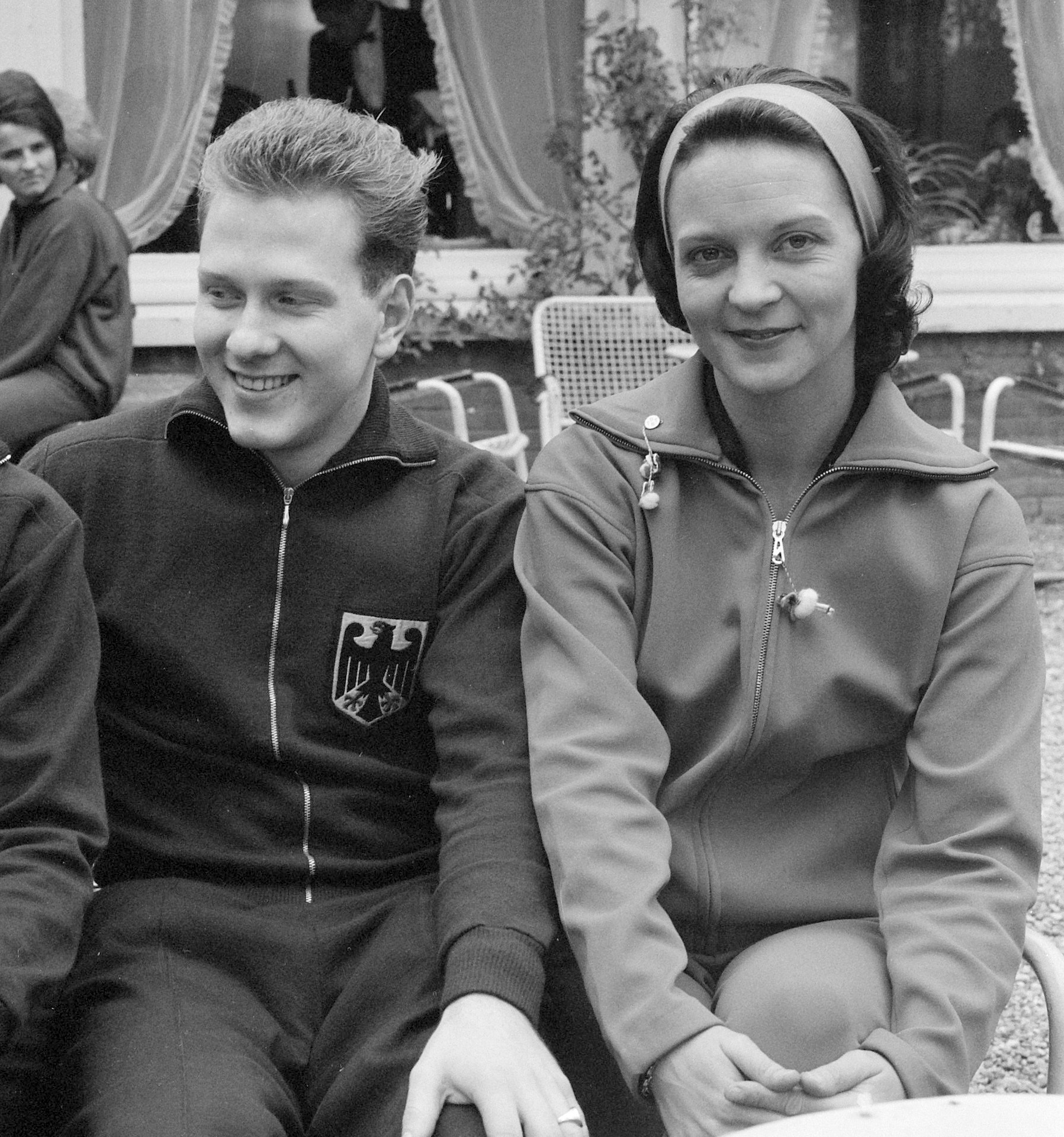
Серебряный призёр одиночного разряда Эберхард Шёлер

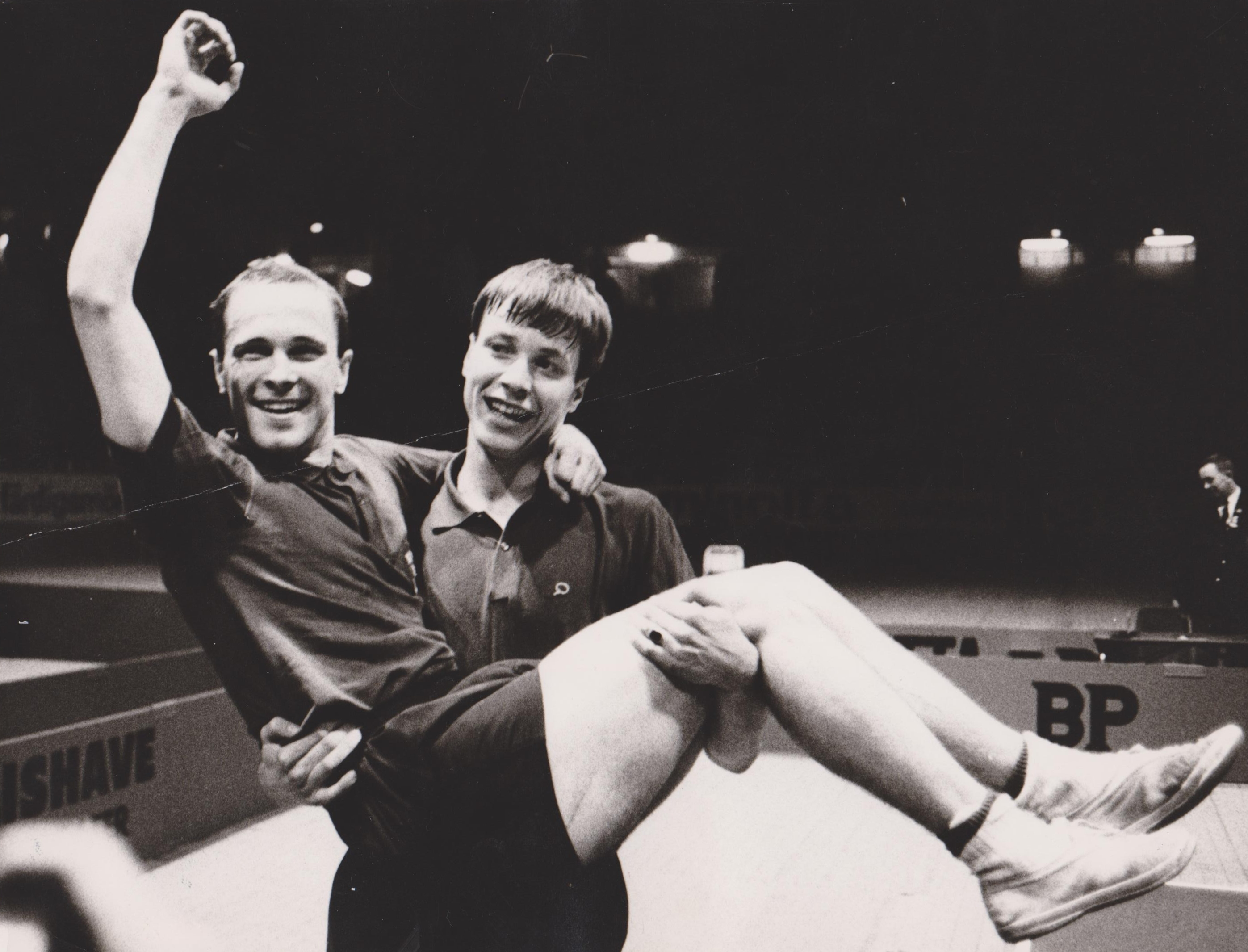
Победители в мужском парном разряде Ханс Альсер и Челль Юханссон

По итогам выступления на чемпионате серебряный призёр в одиночном разряде Эберхард Шёлер получил награду немецкого клуба Swaythling Club International «Richard Bergmann Fair Play Award» («Награда за справедливую игру имени Рихарда Бергмана»).

### Общий зачет по странам
| Место | Страна           | Золото | Серебро | Бронза | Всего |
| ----- | ---------------- | ------ | ------- | ------ | ----- |
| 1     | Япония           | 4      | 2       | 6      | 12    |
| 2     | СССР             | 2      |         | 1      | 3     |
| 3     | Швеция           | 1      |         |        | 1     |
| 4     | Румыния          |        | 2       | 1      | 3     |
| 5     | ФРГ              |        | 2       |        | 2     |
| 6     | ГДР              |        | 1       |        | 1     |
| 7     | Англия           |        |         | 1      | 1     |
| 7     | Республика Корея |        |         | 1      | 1     |
| 7     | Чехословакия     |        |         | 1      | 1     |
| 7     | Югославия        |        |         | 1      | 1     |
| Всего | Всего            | 7      | 7       | 12     | 26    |

## Выступление советских спортсменов

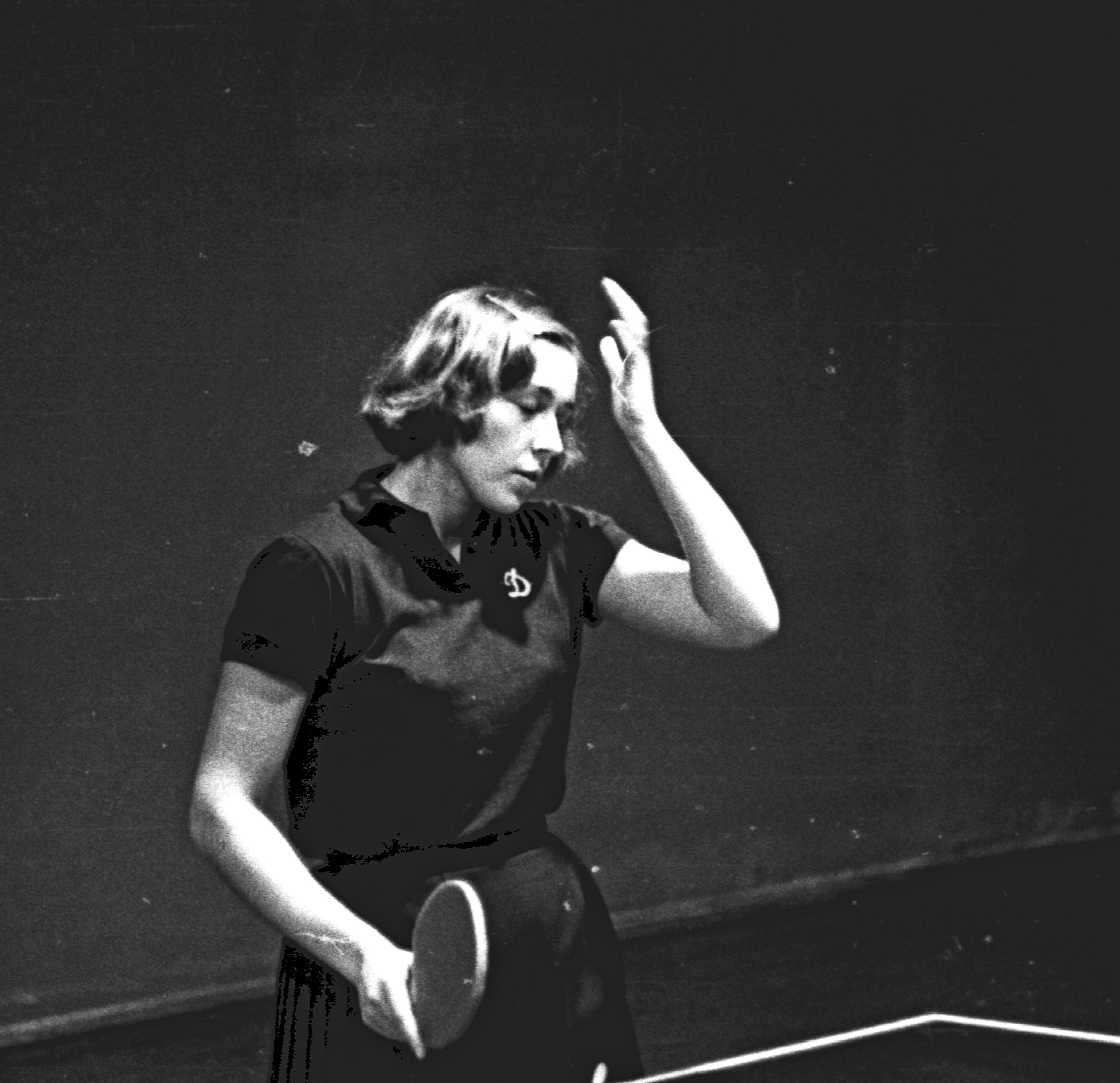
Лайма Амелина (Балайшите)

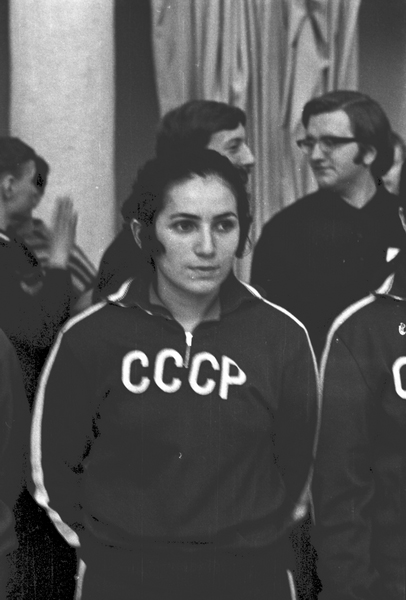
Рита Погосова

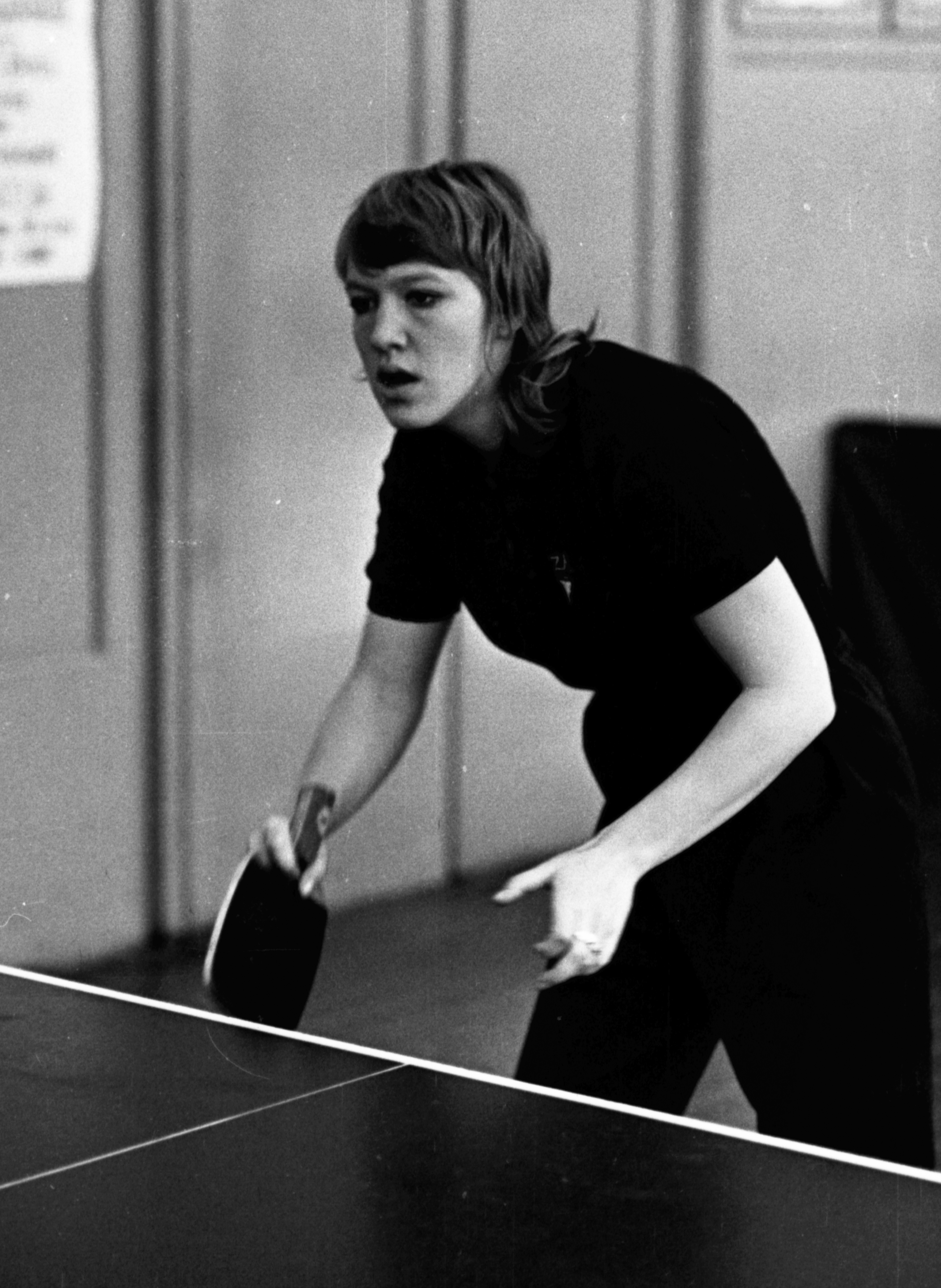
Зоя Руднова

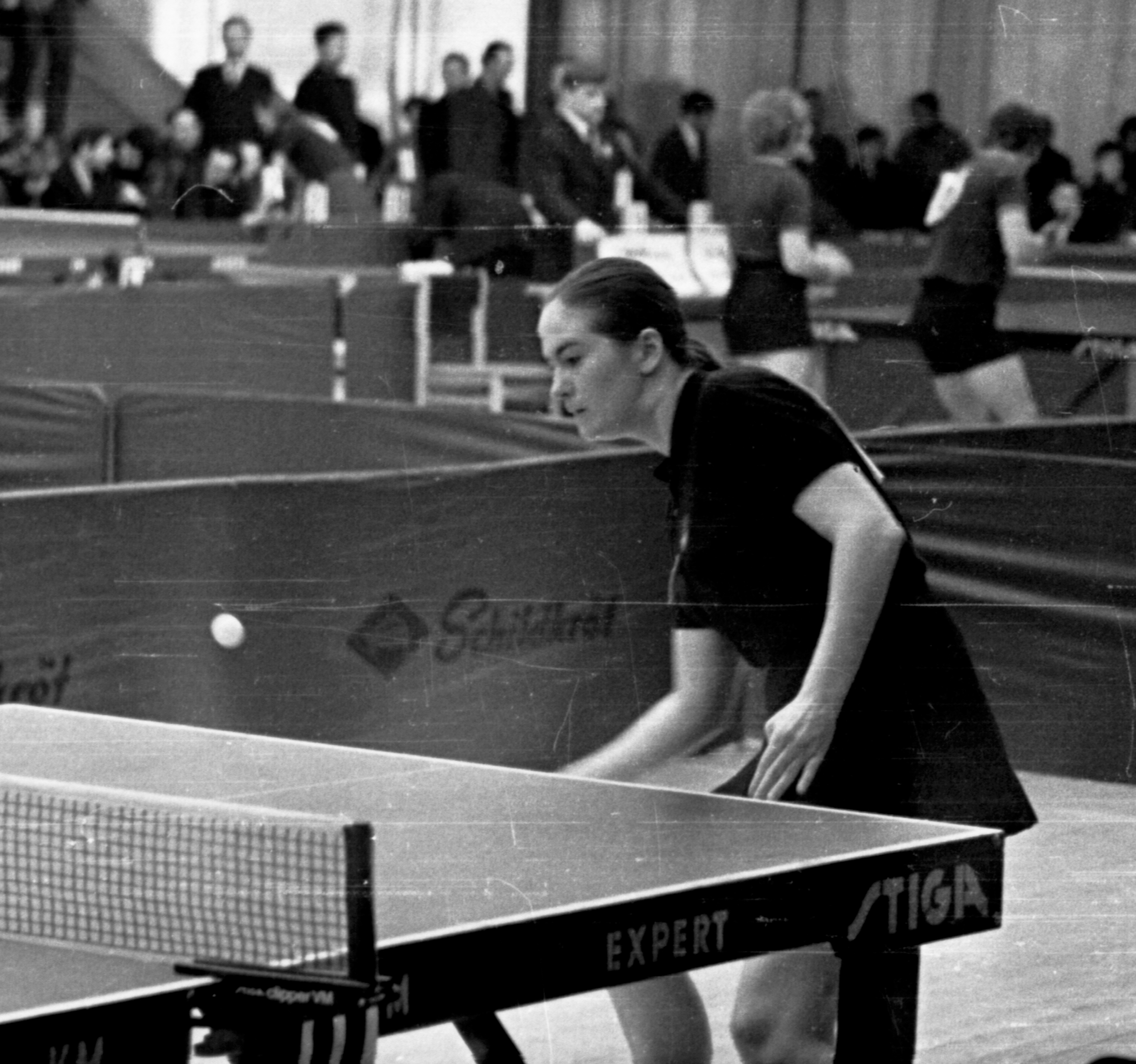
Светлана Фёдорова (Гринберг)

В состав сборной СССР были включены 10 спортсменов — пять мужчин и пять женщин, которые выступили во всех семи дисциплинах. Старшим тренером сборной команды СССР на чемпионате в Мюнхене был Валентин Сергеевич Иванов. Женскую сборную возглавлял Сергей Давидович Шпрах.
Советские и российские спортивные специалисты отмечают выступление советской команды на чемпионате мира 1969 года как «прекрасное» и даже «памятное».
Женская сборная команда СССР на чемпионате в Мюнхене завоевала золотые награды — это единственная победа спортсменов из СССР и России в командном разряде за всю историю чемпионатов мира.
В парных соревнованиях Зоя Руднова и Светлана Фёдорова (Гринберг) также завоевали золотые медали, которые в свою очередь являются единственной победой спортсменов из СССР и России в парном разряде за всю историю чемпионатов мира.
Эти золотые медали стали первыми наградами высшей пробы, завоеванными спортсменами из СССР на чемпионатах мира.
Кроме этого, Анатолий Амелин и Станислав Гомозков, выступая в паре, завоевали на чемпионате в Мюнхене бронзовые награды.
Мужская сборная команда
| Участники                                                                      | Результат |
| ------------------------------------------------------------------------------ | --------- |
| Анатолий Амелин Гегам Варданян Станислав Гомозков Саркис Сархаян Улдис Эглитис | 8         |

Мужской одиночный разряд
| Участник           | Результат |
| ------------------ | --------- |
| Анатолий Амелин    | 9-16      |
| Гегам Варданян     | 65-128    |
| Станислав Гомозков | 5-8       |
| Саркис Сархаян     | 17-32     |
| Улдис Эглитис      | 65-128    |

Мужские пары
| Участники                          | Результат |
| ---------------------------------- | --------- |
| Анатолий Амелин Станислав Гомозков | 3         |
| Гегам Варданян Саркис Сархаян      | 9-16      |
| Улдис Эглитис Taylor Trevor        | 9-16      |

Женская сборная команда
| Участница                                                                        | Результат |
| -------------------------------------------------------------------------------- | --------- |
| Лайма Амелина (Балайшите) Рита Погосова Зоя Руднова Светлана Фёдорова (Гринберг) | 1         |

Женщины
| Участница                    | Результат |
| ---------------------------- | --------- |
| Лайма Амелина (Балайшите)    | 33-64     |
| Рита Погосова                | 33-64     |
| Аста Станкине-Гердайтите     | 33-64     |
| Зоя Руднова                  | 17-32     |
| Светлана Фёдорова (Гринберг) | 9-16      |

Женские пары
| Участницы                                | Результат |
| ---------------------------------------- | --------- |
| Лайма Амелина (Балайшите) Рита Погосова  | 17-32     |
| Аста Станкине-Гердайтите Petra Stephan   | 5-8       |
| Зоя Руднова Светлана Фёдорова (Гринберг) | 1         |

Смешанные пары
| Участники                                    | Результат |
| -------------------------------------------- | --------- |
| Анатолий Амелин Светлана Фёдорова (Гринберг) | 9-16      |
| Гегам Варданян Лайма Амелина (Балайшите)     | 9-16      |
| Станислав Гомозков Зоя Руднова               | 5-8       |
| Саркис Сархаян Рита Погосова                 | 9-16      |
| Улдис Эглитис Doris Hovestadt-Kalweit        | 9-16      |
| партнер неизвестен Аста Станкине-Гердайтите  | Квал.     |